# لوآن
لوآن (به لاتین: Lu'an) شهری در استان آن‌هوئی، جمهوری خلق چین است.

## خصوصیات
لوآن ۱۸٬۱۴۱ کیلومترمربع مساحت و ۱٬۴۸۲٬۷۲۹ نفر جمعیت دارد.